# GameDaily
GameDaily était un site web anglophone spécialisé dans l’actualité du jeu vidéo. Il a été fondé aux États-Unis en 1995, et racheté par AOL en août 2006.
En 2011, la marque GameDaily a été arrêtée, et le personnel et contenu fusionnés dans Joystiq, autre site web consacré au jeu vidéo appartenant à AOL.